# 蓬高地区埃本
蓬高地区埃本是奥地利萨尔茨堡州蓬高地区圣约翰县的一个市镇。总面积35.9平方公里，总人口2005人，人口密度55.8人/平方公里（2001年）。